# Il 4 luglio
Il 4 luglio (Safety Second) è un film del 1950 diretto da William Hanna e Joseph Barbera. È il cinquantunesimo cortometraggio della serie Tom & Jerry, distribuito il 19 giugno del 1950 dalla Metro-Goldwyn-Mayer.

## Trama
È il Giorno dell'Indipendenza e Nibbles vorrebbe festeggiare con dei petardi, ma Jerry glielo proibisce poiché gli ordigni pirotecnici quest'anno non sono ammessi. Ben presto però Nibbles disubbidisce e viene messo in punizione da Jerry. Mentre quest'ultimo dorme sull'amaca, viene svegliato dall'esplosione di un grosso petardo, che Tom ha acceso. Quando scopre che è stato Tom gli dà un pugno su un occhio e scappa via. Dopo un inseguimento, Jerry si nasconde in una buca e Tom cerca di farlo uscire usando un piccone. Vedendo la scena, Nibbles prende un grosso razzo e lo accende; esso sfreccia via portandosi dietro Tom. Si scatena così una frenetica battaglia a colpi di fuochi d'artificio tra Tom, Jerry e Nibbles; a subire più danni è Tom a causa dell'astuzia dei due topi che uniscono le forze. Alla fine Jerry e Nibbles accendono un altro razzo, che Tom afferra. Mentre il gatto si prepara a catturare i due topi, il razzo sfreccia in cielo, portandosi con sé Tom ed esplodendo in uno spettacolo di fuochi d'artificio. Mentre Jerry osserva felice i fuochi, Nibbles accende di nascosto un ultimo petardo, che esplode in faccia a Jerry. Questi guarda seccato Nibbles, il quale si comporta come se niente fosse.